# Eva Warburg
Eva Warburg (hebräisch חַוָּה אוּנְגֶּר Chawwah Unger; * 31. Januar 1912 in Hamburg; † 24. November 2016 in Rechovot, Israel) war eine deutsche Kindergärtnerin, die nach den Novemberpogromen 1938 mithalf, mehrere Hundert jüdische Kinder aus Deutschland nach Schweden zu retten, von wo aus sie nach Palästina auswandern sollten. Nach ihrer Heirat im Jahre 1946 trug sie den Namen Unger-Warburg. Ihr Ehemann war der 1909 geborene Naftali Unger († 1987), der Mitorganisator der sogenannten Seefahrts-Hachschara.

## Leben
Eva Warburg war eine von drei Töchtern der Eheleute Anna und Fritz Warburg und Teil des sogenannten Mittelweg-Zweiges der Hamburger Warburg-Familie.

Obwohl es viele Hinweise auf Eva Warburgs Aktivitäten zum Überleben jüdischer Kinder gibt, sind biografische Daten über sie nur vereinzelt vorhanden. Anne E. Dünzelmanns kurzer Abriss aus dem Jahr 2015 ist fast schon das Komplexeste, was man über Eva Warburg Leben in Erfahrung bringen kann: „Tochter von Anna und Fritz Warburg […] aus Hamburg und von Beruf Kindergärtnerin. Reiste nach der Pogromnacht 1938 nach Stockholm und arbeitete dort für die Jüdische Gemeinde. War Mitarbeiterin des Hilfsvereins deutscher Juden* und kümmerte sich um die Kinderalijah bzw. Kindertransporte nach Schweden (vgl. Klas Back). 1945 wanderten sie und ihr Mann nach Palästina aus. Lebt aktuell in Rehovot/Israel.“ Aus dem Nachruf (siehe Weblinks) ist zu entnehmen, dass sie nach ihrem Abitur eine Gärtnerlehre absolviert oder ein Gartenbau-Seminar besucht haben soll. In der Yad-Vashem-Dokumentation (siehe Werke und Nachlass) sind auch nur rudimentäre biografische Daten enthalten: „Eva Warburg nahm ihre Tätigkeit für die Jugend-Alijah im Jahre 1938 in Schweden auf, u. a. weil sie seit ihrer Kindheit Schwedisch sprach. Eva Warburg hatte bis dahin in Hamburg ein Kinderheim geleitet.“ Auch in der umfangreichen Familien-Biografie von Ron Chernow finden sich nur vereinzelte Hinweise auf Eva. Unter anderem berichtet er, dass sie Mitte der 1930er Jahre unter antisemitischen Schmähungen ihre Anstellung in einem Kindergarten verloren und darauf eine eigene Kindertagesstätte eingerichtet habe. Er sei vor allem von Kindern orthodoxer Juden besucht worden, Eva habe sich dem Zionismus zugewandt und die koschere Küche eingeführt. Diese Darstellung von Chernow wird auch von ihrer Schwester Ingeborg in deren Buch Erinnerungen bestätigt.

„Inzwischen war der Druck auf unsere Familie unerträglich stark geworden. Meine Mutter war schon 1933 vom Vorsitz des Fröbelvereins zurückgetreten und hatte ihre Arbeit in den Vorständen vieler Hamburger Kindergärten sowie im Amt für Jugend aufgeben müssen. Sie half meiner Schwester Eva bei ihrer Arbeit im jüdischen Kindergarten. Diesen Hort hatte Eva gegründet, als sie nicht mehr in ihrem Kindergarten am Hafen arbeiten konnte. Die Kinder kamen jetzt nicht mehr aus der Hafengegend, sondern aus dem Viertel um die Hamburger Synagoge. Viele von ihnen waren orthodox erzogen. […] Mit Unterstützung meiner Mutter wurde Eva in diesem Kindergarten mehr als eine Erzieherin: Sozialarbeiterin und Auswanderungshilfe. Beide lernten in dieser Zeit vieles über die jüdische Geschichte und Religion, um den Ansprüchen der Eltern und der Kinder gerecht werden zu können. Eva begann, sich sehr intensiv mit dem Zionismus zu beschäftigen und für die Auswanderer zu arbeiten. Sie hat sogar eine Zeitlang versucht, unseren Haushalt koscher zu machen, was ihr aber nicht gelang. […] Als die Familie dann 1939 nach Schweden emigrierte, hat Eva alle Kinder ihres Kindergartens mit nach Stockholm genommen und ihnen bei der Emigration geholfen. In Schweden hat sie sie in jüdisch-schwedischen Familien untergebracht. Von Stockholm aus arbeitete Eva dann für die Jugend Alijah, die Auswanderung nach Palästina.“

Zu Eva Warburgs Übersiedelung nach Schweden schreibt Rudberg, dass diese auf Einladung der „Mosaiska församlingen i Stockholm (The Jewish Community of Stockholm)“ erfolgt sei. Eva Warburg habe diese Einladung auf ausdrücklichen Wunsch von Henrietta Szold angenommen und sei die Repräsentantin der Kinder- und Jugend-Alijah in Stockholm geworden. Wie viele ihrer Kindergarten-Kinder sie mit nach Schweden gebracht habe, sei allerdings unklar: Von den ungefähr 45 Kindern aus ihrem Hamburger Kindergarten seien vermutlich die meisten in andere Länder emigriert und lediglich neun mit ihr nach Schweden gekommen. Chernow und Ingeborg Warburg Spinelli berichten übereinstimmend, dass Eva Warburg eigentlich damals schon nach Palästina hätte auswandern wollen, dies aber auf Wunsch von Henrietta Szold unterlassen habe.
Eva Warburgs Schwestern waren Ingrid Warburg Spinelli und Noni Warburg, die 1939 an der Quäkerschule Eerde ihr Examen abgelegt hatte und anschließend in einem von den Quäkern betreuten Kindergarten in Stockholm arbeitete. Im Gegensatz zu Ingrid, die bis zu ihrem Tod in Rom lebte, übersiedelten die beiden anderen Schwestern nach Israel.
Die Kinder von Blankenese ist ein deutsches TV-Dokudrama aus dem Jahr 2010. Ort der Handlung ist das sogenannte „Weiße Haus“ der Familie Warburg in Hamburg-Blankenese. „Der gesamte Besitz auf dem Kösterberg in Blankenese wurde während der nationalsozialistischen Herrschaft requiriert. […] Nach Beendigung des 2. Weltkrieges erhielt Erik Warburg, zurückgekehrt aus dem Exil, die Besitztümer auf dem Kösterberg wie u. a. das Weiße Haus zurück. Für die Unterbringung von Kindern und Jugendlichen, die als Überlebende in den Konzentrationslagern (insbesondere Bergen-Belsen) durch alliierten Truppen befreit worden waren, stellte die Familie Warburg von 1946–1948 das Weiße sowie das Rote Haus zur Verfügung.“ Im Weißen Haus, auch bekannt als Warburg Chiidrens Health Home, erfuhren die aus dem KZ befreiten Kinder „Zuwendung und Wärme. Ihre Erzieher und Erzieherinnen umarmten sie, küßten sie, kämmten ihnen ihre Haare, umhegten und versorgten die verängstigten Kinder. Die meisten von ihnen haben diese Zärtlichkeit nie vergessen. In Israel gründeten sie einen Verein und hielten immer Kontakt zu Eva Warburg-Unger, der Cousine von Eric Warburg, die sie betreute und heute in Israel lebt.“

## Hilfe für verfolgte jüdische Kinder in Schweden
Die schwedische Politik gegenüber Juden, die nach Schweden einreisen wollten, war eher restriktiv: 

„Until 1939, the care and support of refugees was seen entirely as the responsibility of the organization or individual who had provided authorities with the guarantees made on behalf of the refugees. […] Jewish refugees were seen primarily as the responsibility of Sweden’s small Jewish communities. In 1933, there were approximately 7,000 Jews in Sweden, 4,000 of whom lived in Stockholm. Because membership in a religious congregation was mandatory according to Swedish law, all Jews with Swedish citizenship belonged to one of the official Jewish communities. All of the major communities created their own relief committees to raise and distribute funds for Jewish victims of Nazi persecution.
Despite  Sweden’s  restrictive  immigration  policy,  local  Jewish  representatives managed to negotiate a few concessions. The first was a transmigration quota that allowed for temporary residence permits to be given to young Jews who did their agricultural re-training on Swedish farms. The program was run by the Zionist Hechaluz movement and gave the youth the work experience required to obtain immigration certificates to Palestine. The second was a similar quota for German Jewish school children who attended the Landschulheim Kristinehov boarding school.“

Gleichwohl war noch 1938 der damalige schwedische Außenminister der Meinung, der Zuzug jüdischer Menschen „könnte ‚die öffentliche Meinung im Land negativ beeinflussen.‘ Darin unterstützt wurde er durch die Jüdische Gemeinde in Stockholm, ‚die mit ihren, als minderwertig angesehnen Glaubensgenossen aus dem Osten nichts zu tun haben wollte‘, so Weiss. Trotzdem durfte nach 1939 ein Kontingent von 400 Juden in Schweden einreisen, ausgehandelt von Cora Berliner von der Reichsvereinigung der Juden in Deutschland. Ebenso konnten dank der Bemühungen von Eva Warburg 450-500 deutsch-jüdische Kinder aufgenommen werden.“
Eva Warburg lebte 1938 bereits in Schweden und kümmerte sich insbesondere um die Minderjährigen im Rahmen der Kinder- und Jugendalija. Wie bei den Kindertransporten nach England hatten sich auch in Schweden „jüdische Spender und die jüdische Gemeinde als Bürgen für die Kinder zur Verfügung gestellt. Den Eltern sollte dadurch die Ausreisemöglichkeit in ein Exilland erleichtert werden. Die Jugendlichen der Kinder- und Jugendalija waren zwar auf der Kinderquote ins Land gekommen, sollten jedoch, anstatt in einem Exilland mit ihren Eltern wiedervereint zu werden, zusammen mit anderen Jugendlichen in Kibbuzim nach Palästina auswandern. Ein großer Teil von ihnen war in einem von Eva Warburg initiiertem Heim in der Nähe der Stadt Falun untergebracht worden. Dort arbeiteten die meisten bei den Bauern der Umgebung. Sie wohnten und lernten allerdings gemeinsam im Heim, was dadurch einem Kibbuz glich.“
Doch nicht für alle dieser etwa 500 Kinder und Jugendlichen, die mit Eva Warburgs Unterstützung nach Schweden gekommen waren, gab es auch die Perspektive einer Auswanderung nach Palästina. Gleichwohl grenzte es bereits an ein Wunder, „dass die Jewish Agency die gesteigerte Gefahr für die Kinder in Schweden realisiert hatte und entgegen ihrer bisherigen Politik insgesamt großzügig 95 der von ihr im Auftrag der Mandatsregierung verwalteten Zertifikate für die Einreise nach Palästina auf einmal für die Jugendlichen in Schweden erteilte.“ Doch damit war die tatsächliche Ausreise noch immer nicht gesichert.
Der Ausbruch des Zweiten Weltkriegs hatte nämlich weitreichende Folgen für die Auswanderung aus Schweden. Kommunikations- und Reisewege waren plötzlich drastisch eingeschränkt und verursachten hohe Kosten, denn faktisch stand „nur noch der sehr beschwerliche und zudem sehr teure Landweg über die Sowjetunion“ offen, und die dafür benötigten Mittel von jüdischen Netzwerken in Westeuropa oder den USA konnten nach dem deutschen Westfeldzug nicht mehr transferiert werden. Eva Warburg versuchte, diesen Wegfall der ausländischen finanziellen Unterstützungen durch eine erhöhte Spendenbereitschaft der jüdischen Gemeinde in Stockholm zu kompensieren. Allerdings waren deren finanzielle Ressourcen schon ziemlich erschöpft, weshalb Eva Warburg argumentierte, durch die Ausreise der Kinder und Jugendlichen würden eben auch Mittel frei, die bisher für deren Unterbringung in Schweden benötigt worden seien. Durch diese Gegenrechnung – eingesparte Aufenthaltskosten in Schweden versus Reisekosten für die Reise nach Palästina – konnte Eva Warburg überzeugen.
Nachdem die Finanzierung der Ausreise nach Palästina gesichert war, taten sich andere schwerwiegende Hindernisse auf. „Neben den Kosten gestaltete sich die Visaerteilung als größtes Hindernis. Auf der geplanten Route wurden Visen für Litauen, die Sowjetunion, die Türkei und Mandats-Syrien benötigt. Insbesondere die türkische Regierung schien zögerlich gewesen zu sein. In Ankara bestand man auf schriftlichen Garantien, dass alle anderen Länder Durchgangsvisen erstellt hatten. Das syrische Visum hing jedoch vom türkischen ab. Nicht nur Chaim Weizmann, der Präsident der Zionistischen Weltorganisation, setzte sich persönlich beim türkischen Botschafter in London ein, die Jewish Agency schickte einen eigenen Vertreter nach Istanbul.“ Entsprechend „den seit 1938 geltenden türkischen Bestimmungen war Juden aus Ländern mit judenfeindlicher Gesetzgebung (das waren inzwischen die meisten Staaten Ost- und Südosteuropas) eine Einreise in oder der Transit durch die Türkei generell verboten. Ausnahmegenehmigungen bedurften einer Entscheidung der türkischen Regierung. […] Die Tatsache, dass jede Transitgenehmigung einen eigenen Beschluss des gesamten türkischen Kabinetts erforderte, unterstreicht, wie schwierig der Transit für größere Zahlen von Flüchtlingen durch die Türkei war.“

Guttstadt erwähnt, dass im August 1940 von der türkischen Regierung „ein Transitvisum für die Durchreise einer Gruppe von 450 deutsch-jüdischen Kindern und Begleitern [gewährt worden sei], die im Dezember stattfand“, die von Eva Warburg betreuten Kinder und Jugendlichen aus Schweden waren aber offensichtlich nicht darunter. Ende September 1940 lag in Stockholm noch kein Transitvisum für die Türkei vor, und bis heute herrscht keine Klarheit darüber, ob die Gruppe Schweden tatsächlich noch verlassen hat.

„Darüber, ob die Kinder letztlich wirklich nach Palästina gelangten, gibt uns die Quelle selbst keinen Aufschluss. In den Aufzeichnungen der jüdischen Gemeinde Stockholm und ihres Hilfskomitees finden sich für die Zeit nach Oktober 1941 keine Berichte über die Ausreise einer so großen Anzahl von Kindern und Jugendlichen und Hälsinggården wurde nicht aufgelöst. Im Gegenteil, der Kibbuz wuchs sogar weiter an, als die Chaluzim aus Dänemark im Oktober 1943 nach Schweden kamen. […] Es ist zu hoffen, dass es einigen nach der Befreiung Europas 1945 gelang, doch noch nach Palästina auszuwandern.“

Das in dem Zitat erwähnte Kibbuz Hälsinggården war ein Projekt, das Eva Warburg in der Zeit des Wartens auf das Transitvisum gestartet hatte. Es sollte eine Zweiganstalt der Jugendalija werden und war vermutlich auch zu einem Teil der Resignation über die sich hinziehenden Visaverhandlungen geschuldet.

## In memoriam
Ein wenig über Eva Warburgs Leben nach dem Ende des Zweiten Weltkriegs weiß Chernow zu berichten: „Eva führte ihre durch das Dritte Reich unterbrochene Arbeit mit kleinen Kindern fort und kümmerte sich um fünfzig Kinder in einem Kibbuz. Weil sie eintausendsiebenhundert auf Zypern internierte jüdische Waisenkinder nach Palästina bringen wollte, wandte sie sich 1947 mit der Bitte um Hilfe an Elenor Roosevelt, die ihren Brief an Präsident Truman weiterleitete.“ Wie erfolgreich diese Initiative war, ist nicht überliefert.
Am 31. Januar 2012 feierte Eva Warburg ihren einhundertsten Geburtstag. An dieses Ereignis erinnerte die Schule, die in Hamburg den Namen ihrer Mutter trägt und der Eva Unger-Warburg eng verbunden blieb.
Eva Warburg-Unger ist am 24. November 2016 im Alter von 104 Jahren gestorben. Auf einer israelischen Webseite ist der Nachruf der „Frau mit dem großen Herzen“ gewidmet. Der Artikel in hebräischer Sprache enthält viele Details über Eva Warburgs Leben.

## Werke und Nachlass
- Eva Unger Warburg; Philip Warburg: From Mittelweg to the Middle East. Warburg family migrations to Israel. Warburg family reunion, Mohonk Mountain House, Rehovot, 1999. Nachweis ausschließlich im WordCat: From Mittelweg to the Middle East. Der Titel spielt an auf die Wohnung Mittelweg 17 in Hamburg, in der Eva Warburg einen Teil ihrer Kindheit und Jugend verbrachte.
- In der „Digital Collection“ von Yad Vashem gibt es die Documentation regarding the activities by Eva Warburg in rescuing children before the outbreak of the war, 1938–1966. Dazu zählen:
  - 1. Interview with Eva Warburg regarding her activities in Sweden in rescuing children through Youth Aliyah, from 1938, 1966
  - 2. Report regarding the journey Warburg made to Germany 14 years later;
  - 3. Letters by Hamburg Jewish community members to Dr. Warburg in Sweden, 1942;
  - 4. Correspondence regarding the establishment of a DP camp in Koesterberg-Blankenese that would be under the jurisdiction of the JDC;
  - 5. Miscellaneous items: Lists of children, poems, newspaper clippings of photographs and articles, booklets regarding the Jewish hospital in Hamburg, Youth Aliyah and more.
Der Bestand ist komplett als pdf-File downloadbar.[20] Leider ist das ausführliche Interview (Punkt 1) mit ihr aus dem Jahre 1966 nur in hebräischer Schrift dokumentiert. Die im Punkt 3 dokumentierten Briefe sind spannend, betreffen aber weniger sie, sondern die Aktivitäten zur Errichtung eines Displaced-Person-Camps in dem oben schon erwähnten „Weißen Haus“ in Hamburg-Blankenese.